# Ípsilon Ursae Majoris

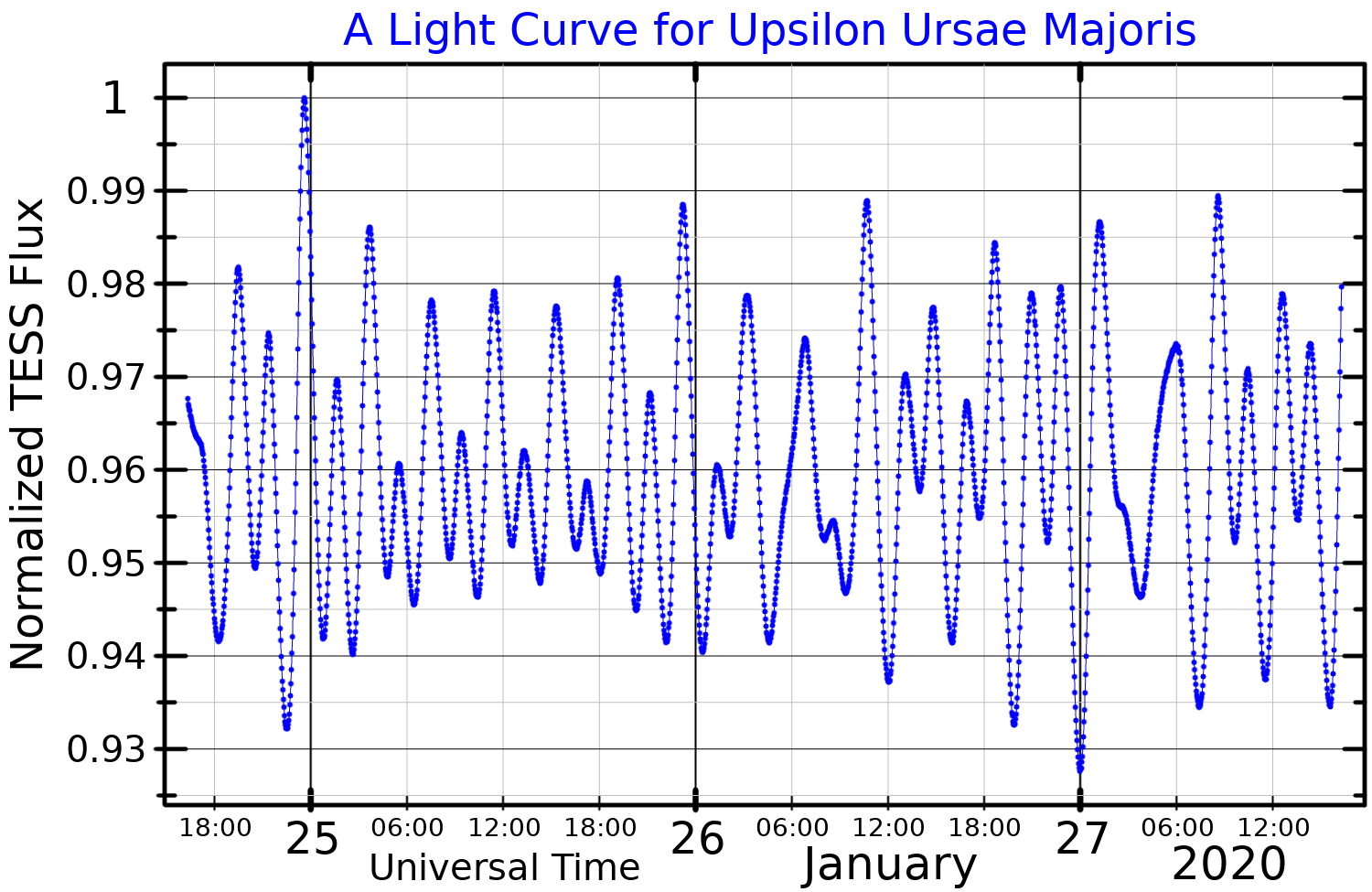
Una curva de luz para Upsilon Ursa Major, trazada a partir de datos del satélite TESS

Ípsilon Ursae Majoris (υ UMa / 29 Ursae Majoris / HD 84999) es una estrella de magnitud aparente +3,80 situada en la constelación de la Osa Mayor.
En China era conocida —junto a θ Ursae Majoris y φ Ursae Majoris— como Wan Chang, «la iluminación literaria».
Se encuentra a 115 años luz del sistema solar.
Ípsilon Ursae Majoris es una subgigante blanco-amarilla de tipo espectral F2IV y 7170 K de temperatura. 29 veces más luminosa que el Sol, tiene un radio de 3,5 radios solares y una masa doble que la del Sol. Como subgigante que es, se encuentra finalizando la fusión de su hidrógeno interno. Gira sobre sí misma a una velocidad de al menos 124 km/s, unas 60 veces más deprisa que el Sol, siendo su período de rotación de 1,4 días. La alta velocidad con la que Ípsilon Ursae Majoris se mueve respecto a nosotros (62 km/s, unas cuatro veces mayor que el valor normal) indica que procede de otra región de la galaxia.
Ípsilon Ursae Majoris es una variable Delta Scuti con una pequeña variación en su brillo, no perceptible al ojo humano, de 0,18 magnitudes. El período principal es de 3,19 horas, pero existen otros comprendidos entre 1,6 y 2,1 horas.
Ípsilon Ursae Majoris forma una estrella binaria con una tenue acompañante situada a 11,6 segundos de arco. De acuerdo a su magnitud +11,5, es una enana roja de tipo M0 con una masa aproximada de 0,5 masas solares. La separación observada corresponde a una distancia mínima de 409 UA entre ambas estrellas, con un período orbital de al menos 5200 años.